# Illataco
Illataco war eine selbständige Landstadt im Departamento Cochabamba im südamerikanischen Anden-Staat Bolivien. 

## Lage im Nahraum
Illataco war drittgrößte Ortschaft des Landkreises (bolivianisch: Municipio) Quillacollo in der gleichnamigen Provinz Quillacollo. Die Stadt liegt auf einer Höhe von 2594 m am östlichen Ufer des Río Pairumani, der von den Hängen der Kordillere von Cochabamba in den Talkessel von Cochabamba fließt. Seit der Volkszählung 2012 ist Illataco nicht mehr als eigenständige Gemeinde notiert, sondern Bestandteil der Stadt Quillacollo.

## Geographie
Illataco liegt im Übergangsbereich zwischen der Anden-Gebirgskette der Cordillera Central und dem bolivianischen Tiefland.
Die mittlere Durchschnittstemperatur der Region liegt bei etwa 18 °C (siehe Klimadiagramm Cochabamba) und schwankt nur unwesentlich zwischen 14 °C im Juni/Juli und 20 °C im Oktober/November. Der Jahresniederschlag beträgt nur rund 450 mm, bei einer ausgeprägten Trockenzeit von Mai bis September mit Monatsniederschlägen unter 10 mm, und einer Feuchtezeit von Dezember bis Februar mit 90 bis 120 mm Monatsniederschlag.

## Verkehrsnetz
Illataco liegt in einer Entfernung von siebzehn Straßenkilometern westlich von Cochabamba, der Hauptstadt des Departamentos, und vier Kilometer nordwestlich von Quillacollo, dem Verwaltungssitz der Provinz.
Durch Cochabamba und Quillacollo führt die 1.657 Kilometer lange Fernstraße Ruta 4, die ganz im Westen an der chilenischen Grenze bei Tambo Quemado beginnt. Sie führt quer durch das ganze Land über Quillacollo, Cochabamba und Villa Tunari nach Santa Cruz und endet im südöstlichen Teil des Landes an der Grenze zu Brasilien bei der Stadt Puerto Quijarro. 

## Bevölkerung
Die Einwohnerzahl der Ortschaft ist in den 1990er Jahren auf mehr als das Dreifache angestiegen und jetzt ein Ortsteil von Quillacollo:
| Jahr | Einwohner | Quelle       |
| ---- | --------- | ------------ |
| 1992 | 1 085     | Volkszählung |
| 2001 | 3 531     | Volkszählung |

Die Region weist einen hohen Anteil an Quechua-Bevölkerung auf. Im Municipio Quillacollo sprechen – trotz der großstädtischen Überformung – immer noch 55,8 Prozent der Bevölkerung die Quechua-Sprache.